# سایتیزین
سایتیزین (به انگلیسی: Cytisine) با فرمول شیمیایی C۱۱H۱۴N۲O یک ترکیب شیمیایی با شناسه پاب‌کم ۱۰۲۳۵ است. که جرم مولی آن ۱۹۰٫۲۴ g/mol می‌باشد. 